# تیمارستان استون‌هرست
تیمارستان استون‌هرست (به انگلیسی: Stonehearst Asylum) با نام پیشین گورهای الیزا، فیلم مهیج آمریکایی و محصول سال ۲۰۱۴ میلادی است. این فیلم به کارگردانی برد اندرسون و نویسندگی جوزف گانجمی است، که بر اساس داستان کوتاهی با عنوان «سامانه دکتر تار و پروفسور فدر» به قلم ادگار آلن پو ساخته شده‌است. از بازیگران این فیلم می‌توان به کیت بکینسیل، جیم استرجس، مایکل کین، بن کینگزلی و دیوید تیولیس اشاره کرد. تیمارستان استون‌هرست در تاریخ ۲۴ اکتبر ۲۰۱۴ به نمایش درآمد.

## داستان
داستان پیچیده با پایانی غیر منتظره در این فیلم از نقاط قوت آن است

یک دانشجوی تازه فارغ‌التحصیل شده در سال ۱۸۹۹ در فرانسه، می‌پذیرد در یک آسایشگاه بیماران روانی یک شغل پاره وقت داشته باشد. او در آنجا روش‌های درمانی وحشتناکی را مشاهده می‌کند و…